# Ніко Браун
Ніко Браун (люксемб. Nico Braun, нар. 26 жовтня 1950, Люксембург) — люксембурзький футболіст, що грав на позиції нападника, зокрема за французький «Мец», а також національну збірну Люксембургу.

## Клубна кар'єра
У дорослому футболі дебютував 1968 року виступами за команду «Уніон» (Люксембург), в якій провів три сезони, взявши участь у 52 матчах чемпіонату, демонструючи високу результативність — 45 голів у 52 іграх.
1971 року молодий забивний люксембуржець був запрошений до німецького «Шальке 04». Спочатку був гравцем запасу, провівши у дебютному сезоні в Німеччині лише 12 ігор у чемпіонаті, в якому його команда здобула «срібло». Того ж року став володарем Кубка ФРН 1971/72. Наступного сезону отримував вже значно більше ігрового часу, забивши 10 голів у 23 матчах першості, проте командні результати суттєво погіршилися, і «Шальке» ледь зберегло прописку в Бундеслізі.
1973 року Браун перебрався до Франції, ставши гравцем «Мец». Почав виступи у новому клубі дуже потужно — у першому сезоні з 28 голами у 38 іграх першості став найкращим бомбардиром команди, поступившись лише двома голами найкращому бомбардиру турніру аргентинцю Карлос Б'янкі з «Реймса». Протягом подальших чотирьох сезонів продовжував бути головною ударною силою у нападі команді, регулярно відзначаючись забитими голами. Загалом за п'ятирічну кар'єру у команді з Меца мав середню результативність на рівні 0,56 гола за гру першості.
Згодом провів два сезони у бельгійському «Шарлеруа», після чого протягом року грав у Франції за друголіговий «Тьйонвіль».
1981 року повернувся на батьківщину, де знову грав за рідний «Уніон» (Люксембург), а завершував ігрову кар'єру в сезоні 1985/86 в місцевій «Мінерві» (Лінтген).

## Виступи за збірну
Навесні 1970 року дебютував в офіційних матчах у складі національної збірної Люксембургу. У своїй першій грі за збірну, яку вона програла з рахунком 1:3, відзначився забитим голом у ворота збірної Франції.
Протягом 1970-х був стабільним основним гравцем національної команди, провівши 40 ігор у її складі. Команда у той період відносилася до «футбольних карликів», рідко відзначаючись забитими голами. Попри це Браун зміг записати до свого активу 8 голів у формі національної команди, на один менше ніж його тогочасний партнер по нападу люксембуржців Жильбер Дюссьє.
| Дата       | Місто          | Господарі      | Результат | Гості      | Турнір            | Голи | Примітки |
| ---------- | -------------- | -------------- | --------- | ---------- | ----------------- | ---- | -------- |
| 16-4-1970  | Париж          | Франція        | 3 – 1     | Люксембург | товариський матч  | 1    |          |
| 14-10-1970 | Люксембург     | Люксембург     | 0 – 2     | Югославія  | Відбір до ЧЄ 1972 | -    |          |
| 15-11-1970 | Люксембург     | Люксембург     | 0 – 5     | НДР        | Відбір до ЧЄ 1972 | -    |          |
| 24-2-1971  | Роттердам      | Нідерланди     | 6 – 0     | Люксембург | Відбір до ЧЄ 1972 | -    |          |
| 3-3-1971   | Люксембург     | Люксембург     | 4 – 2     | ФРН        | товариський матч  | -    |          |
| 4-4-1971   | Еш-сюр-Альзетт | Люксембург     | 1 – 0     | Австрія    | Відбір на ОІ 1972 | -    |          |
| 24-4-1971  | Гера           | НДР            | 2 – 1     | Люксембург | Відбір до ЧЄ 1972 | -    |          |
| 5-5-1971   | Гріскірхен     | Австрія        | 3 – 2     | Люксембург | Відбір на ОІ 1972 | -    |          |
| 20-5-1971  | Люксембург     | Люксембург     | 0 – 4     | Бельгія    | товариський матч  | -    |          |
| 30-5-1971  | Марбург        | Австрія        | 2 – 0     | Люксембург | Відбір на ОІ 1972 | -    |          |
| 10-10-1971 | Еш-сюр-Альзетт | Люксембург     | 1 – 0     | Франція    | товариський матч  | -    |          |
| 27-10-1971 | Подгориця      | Югославія      | 0 – 0     | Люксембург | Відбір до ЧЄ 1972 | -    |          |
| 7-11-1971  | Верв'є         | Бельгія        | 1 – 0     | Люксембург | товариський матч  | -    |          |
| 17-11-1971 | Ейндговен      | Нідерланди     | 8 – 0     | Люксембург | Відбір до ЧЄ 1972 | -    |          |
| 11-2-1972  | Аахен          | ФРН            | 2 – 2     | Люксембург | товариський матч  | -    |          |
| 26-4-1972  | Пльзень        | Чехословаччина | 6 – 0     | Люксембург | товариський матч  | -    |          |
| 22-10-1972 | Еш-сюр-Альзетт | Люксембург     | 2 – 0     | Туреччина  | Відбір до ЧС 1974 | 1    |          |
| 31-3-1973  | Генуя          | Італія         | 5 – 0     | Люксембург | Відбір до ЧС 1974 | -    |          |
| 8-4-1973   | Люксембург     | Люксембург     | 0 – 1     | Швейцарія  | Відбір до ЧС 1974 | -    |          |
| 26-9-1973  | Люцерн         | Швейцарія      | 1 – 0     | Люксембург | Відбір до ЧС 1974 | -    |          |
| 4-11-1973  | Люксембург     | Люксембург     | 4 – 3     | Норвегія   | товариський матч  | -    |          |
| 24-3-1974  | Еш-сюр-Альзетт | Люксембург     | 1 – 3     | Франція    | товариський матч  | 1    |          |
| 3-9-1974   | Люксембург     | Люксембург     | 0 – 5     | ФРН        | товариський матч  | -    |          |
| 13-10-1974 | Люксембург     | Люксембург     | 2 – 4     | Угорщина   | Відбір до ЧЄ 1976 | -    |          |
| 16-3-1975  | Люксембург     | Люксембург     | 1 – 2     | Австрія    | Відбір до ЧЄ 1976 | 1    |          |
| 1-5-1975   | Люксембург     | Люксембург     | 1 – 3     | Уельс      | Відбір до ЧЄ 1976 | -    |          |
| 15-10-1975 | Відень         | Австрія        | 6 – 2     | Люксембург | Відбір до ЧЄ 1976 | 1    |          |
| 19-10-1975 | Сомбатгей      | Угорщина       | 8 – 1     | Люксембург | Відбір до ЧЄ 1976 | -    |          |
| 24-4-1976  | Лір            | Бельгія        | 2 – 0     | Люксембург | товариський матч  | -    |          |
| 21-8-1976  | Рейк'явік      | Ісландія       | 3 – 1     | Люксембург | товариський матч  | 1    |          |
| 22-9-1976  | Гельсінкі      | Фінляндія      | 7 – 1     | Люксембург | Відбір до ЧС 1978 | -    |          |
| 16-10-1976 | Люксембург     | Люксембург     | 1 – 4     | Італія     | Відбір до ЧС 1978 | 1    |          |
| 30-3-1977  | Лондон         | Англія         | 5 – 0     | Люксембург | Відбір до ЧС 1978 | -    |          |
| 24-4-1977  | Сьйон          | Швейцарія      | 3 – 0     | Люксембург | товариський матч  | -    |          |
| 26-5-1977  | Люксембург     | Люксембург     | 0 – 1     | Фінляндія  | Відбір до ЧС 1978 | -    |          |
| 12-10-1977 | Люксембург     | Люксембург     | 0 – 2     | Англія     | Відбір до ЧС 1978 | -    |          |
| 16-10-1979 | Кобленц        | ФРН            | 9 – 0     | Люксембург | товариський матч  | -    |          |
| 23-10-1979 | Еш-сюр-Альзетт | Люксембург     | 1 – 1     | Швеція     | Відбір до ЧЄ 1980 | 1    |          |
| 24-11-1979 | Прага          | Чехословаччина | 4 – 0     | Люксембург | Відбір до ЧЄ 1980 | -    |          |
| 26-3-1980  | Еш-сюр-Альзетт | Люксембург     | 0 – 1     | Уругвай    | товариський матч  | -    |          |
| Усього     |                | Матчів         | 40        |            | Голів             | 8    |          |